# ام. نایت شامالان
مانوج نلیاتو شیامالان (به مالایالامی: മാനോജ് നെല്ലിയട്ടു ശ്യമലാന്‍ - به تامیلی: மனோஜ் நெல்லியட்டு ஷ்யாமளன்)/ˈʃɑːməlɑːn/ زادهٔ ۶ اوت ۱۹۷۰ - ملقب به‌ام. نایت شامالان - یک کارگردان و نویسنده آمریکایی-هندی است. او بیشتر به خاطر ساخت فیلم‌های فراطبیعی و ترسناک شهرت دارد. هم چنین او معروف به فیلمبرداری در فیلادلفیای پنسیلوانیا می‌باشد. او را بارها با کارگردان‌های بزرگی هم چون استیون اسپیلبرگ و آلفرد هیچکاک مقایسه کرده‌اند.

## ساخته‌های ام. نایت شیامالان
نخستین ساختهٔ او دعا با عصبانیت نام داشت که در سال۱۹۹۲ در حالی که او دانشجوی دانشگاه نیویورک بود، به روی اکران رفت.
شامالان زمانی به شهرت جهانی دست یافت که در سال ۱۹۹۹ فیلم حس ششم را کارگردانی و نویسندگی کرد. این فیلم برای دریافت ۶ جایزه از جمله جایزهٔ بهترین کارگردانی و بهترین نویسندگی، نامزد اسکار و کاندیدای بفتای بهترین کارگردانی شد. در سال ۲۰۰۰ نیز فیلم نشکستنی را به روی پرده برد که با واکنش‌های متفاوت روبرو شد.
در سال ۲۰۰۲ فیلم نشانه‌ها را با بازی مل گیبسون ساخت که این فیلم مورد استقبال تماشاگران و منتقدان قرار گرفت. او در سال‌های ۲۰۰۴ و ۲۰۰۶ به ترتیب فیلم‌های دهکده و بانویی در آب را کارگردانی کرد که با انتقاداتی نسبت به او همراه بود. آخرین فیلم او در کابین را بزن نام دارد.

## جزئیات آثار او
بارها از فیلادلفیا به عنوان پس زمینه فیلم‌هایش استفاده کرده‌است. به عنوان مثال فیلم‌های کاملاً بیدار، حس ششم، آسیب ناپذیر، نشانه‌ها شکاف و دهکده.
همواره پایان فیلم‌هایش حاوی پیچیدگی یا غافلگیری بوده‌است.
بارها از انعکاس تصویر مردم بر روی اشیاء مختلف فیلمبرداری کرده‌است.
بیشتر فیلم‌هایش شامل دو شخصیت عادی با توانائیهای غیرعادی یا رویدادهایی که برای آن‌ها اتفاق می‌افتد بوده‌است. یکی از اشخاص یا خود کودک بوده یا در ارتباط با شخص کودکی بوده‌است و کسی که در ارتباط با کودک بوده، همیشه از اختلالات خانوادگی رنج می‌برده‌است.
در فیلم‌هایش اغلب از رویدادی که در گذشته برای شخصیت اصلی رخ داده‌است به عنوان ارتباط اصلی با وقایعی که هم‌اکنون در حال وقوع است استفاده می‌کند. (پرونده وینسنت گری در حس ششم، تصادف اتوموبیل در نشکستنی و مرگ همسر در نشانه‌ها)
همیشه همانند آلفرد هیچکاک (یکی از کارگردانان محبوبش) در نقشی برجسته در فیلم‌هایش ظاهر می‌شود.

## فیلم‌شناسی
| سال  | فیلم            |
| ---- | --------------- |
| ۱۹۹۲ | دعا کردن با خشم |
| ۱۹۹۸ | کاملاً هوشیار    |
| ۱۹۹۹ | حس ششم          |
| ۲۰۰۰ | آسیب‌ناپذیر      |
| ۲۰۰۲ | نشانه‌ها         |
| ۲۰۰۴ | دهکده           |
| ۲۰۰۶ | بانوی در آب     |
| ۲۰۰۸ | اتفاق           |
| ۲۰۱۰ | واپسین بادافزار |
| ۲۰۱۳ | پس از زمین      |
| ۲۰۱۵ | ویوارد پاینز    |
| ۲۰۱۵ | ملاقات          |
| ۲۰۱۶ | شکافته          |
| ۲۰۱۹ | شیشه            |
| ۲۰۲۱ | اولد            |
| ۲۰۲۳ | در کابین را بزن |